# Ordre de Stara Planina
L'ordre de Stara Planina (Ordre des Montagnes Balkaniques) (en bulgare : Орден „Стара планина“) est un ordre de chevalerie en Bulgarie.

## Histoire
L'ordre de Stara Planina est fondé le 4 août 1966 pour récompenser ceux qui se sont distingués au service de la Bulgarie ou ceux qui ont servi avec diligence dans la coopération internationale.
L'ordre est dédié au Grand Balkan, la plus grande chaîne de montagnes des Balkans qui s'étend à travers la Bulgarie.
L'ordre, devenu caduc après la fin du communisme, est rétabli le 29 mai 2003 par la République de Bulgarie.

## Classes
L'ordre comprend les classes de mérite suivantes :
- Grand-Croix
- Première classe
- Seconde classe

## Récipiendaires notables
- Beatrix, reine des Pays-Bas (1999).
- Margrethe II, reine de Danemark (2000).
- Charles XVI Gustave, roi de Suède (2000).
- Silvia, reine de Suède (2000).
- Guéorgui Markov, écrivain bulgare (2000, à titre posthume).
- Albert II, roi des Belges (2003).
- Albert II, prince souverain de Monaco (2004).
- Colin Powell, secrétaire d'État (2004).
- Sylvie Vartan, chanteuse française (2004).
- Harald V, roi de Norvège (2006).
- Frederik X, roi de Danemark (2006).
- Nicolas Sarkozy, président de la République française (2007).
- Nelson Mandela, homme d'État sud-africain (2008).
- Angela Merkel, chancelière fédérale d'Allemagne (2010).
- Dilma Rousseff, présidente de la République fédérative du Brésil (2011).
- Sergio Mattarella, président de la République italienne (2016).